# René Quitral
René Quitral Encina (Ñuñoa, 22 luglio 1920 – 27 novembre 1982) è stato un calciatore cileno, di ruolo portiere.

## Carriera
Prese parte con la Nazionale cilena ai Mondiali del 1950.